# دلیاله
دلیاله (به انگلیسی: Dalyala) یک منطقهٔ مسکونی در پاکستان است که در کشمیر آزاد واقع شده‌است. دلیاله ۷۰۰ نفر جمعیت دارد.